# 변태 성욕
변태 성욕(變態)(영어: sexual perversion, 이상성욕)은 비정상이라고 생각되는 성적 기호를 가리킨다.
어떤 성적 기호가 정상 혹은 비정상인지를 판단하는 기준은 문화별로 큰 차이가 있으며, 같은 문화 내에서도 개인별로 상당한 차이가 있기에 그 기준이 명확하지 않다. 이 때문에, 정신의학에서는 현재 성도착(paraphilia)이라는 용어를 주로 사용한다.
성폭력을 저지른 사람을 흉볼 때 부르기도 한다.

## 일본
일본에서는 1910년대부터 속어로 인식되고 있었으며, 당시 변태에 대한 관심이 크게 일어 문학자부터 민속학자에 이르기까지 다양한 사람들이 변태 성욕에 대해 논한 바 있다. 자위나 성교 불능증도 변태로 간주되는 일이 있었지만, 시대의 흐름에 따라 그러한 인식은 바뀌게 된다. '변태'의 말이 일본에서 널리 사용된 데에는, 1914년에 크라프트에빙(Krafft-Ebing)의 「Psychopathia Sexualis」가, 「변태 성욕 심리」로 번역, 간행된 영향이 컸다고 알려져 있다.

## 같이 보기
- 성도착